# Hochland (Zeitschrift)
Hochland (Eigenschreibweise hochland) war eine katholische Kulturzeitschrift, die 1903 von Carl Muth gegründet wurde. Der Kreis der Autoren war überkonfessionell. Hochland bemühte sich, die Widersprüche zwischen katholischem Glauben und modernem Weltbild aufzuheben und der kirchlichen Lehre den Anschluss an die Moderne zu ermöglichen. Das führte 1911 im „Modernismusstreit“ vorübergehend zur Aufnahme in den Index Librorum Prohibitorum. Von 1933 an erachtete es die Zeitschrift als zentrale Aufgabe, die nationalsozialistische Ideologie zurückzuweisen und zu überwinden. Die Zeitschrift wurde im April 1941 verboten. Im November 1946 wurde sie von Franz Josef Schöningh wiedergegründet. Ab 1971 hieß sie Neues Hochland (Eigenschreibweise neues hochland). 1974 stellte sie ihr Erscheinen ein.

## Selbstverständnis und Mitarbeiter
Hochland verstand sich laut Untertitel als „Monatszeitschrift für alle Gebiete des Wissens, der Literatur und Kunst“.
Hauptschriftleiter waren von 1903 bis 1932 Carl Muth, danach bis 1935 Friedrich Fuchs, von 1935 bis 1939 erneut Carl Muth und von 1939 bis 1941 sowie von 1946 bis 1960 Franz Josef Schöningh. Ihm folgte Karl Schaezler.

### Hochlandkreis
Zum „Hochlandkreis“, der regelmäßig in der Zeitschrift publizierte, gehörten katholische Philosophen und Schriftsteller wie Franz Herwig, Theodor Haecker, Gertrud von le Fort, Reinhold Schneider, Sigrid Undset, Werner Bergengruen, Max Scheler, Romano Guardini, Peter Wust, Alois Dempf, Philipp Funk, Otto Karrer, Joseph Wittig, Joseph Hengesbach, Heinrich Lützeler, Johannes Mumbauer und Konrad Weiß. Auch der Maler und Schriftsteller Richard Seewald, der zum Katholizismus konvertierte, sowie der zum Katholizismus revertierte Mitbegründer des Dadaismus Hugo Ball sind diesem Kreis zuzurechnen.
Weitere Autoren
Carl Schmitt veröffentlichte bis September 1929 im Hochland, gehörte aber nicht zum Hochlandkreis. Bereits 1925 reagierte Alfred von Martin im Hochland mit seinem Beitrag Romantischer Katholizismus und katholische Romantik auf Schmitts in der gleichen Zeitschrift 1924 als Vorabdruck erschienenes Vorwort zu Politische Romantik. Ab 1932 ging das Hochland mit einem Beitrag von Erich Brock auf deutliche Distanz zu Schmitt.
Schmitts spätere Kritiker Waldemar Gurian und Alfred von Martin schrieben vor und nach der NS-Zeit im Hochland. Die wegen Schmitts Zuwendung zum Nationalsozialismus zum Zerwürfnis führende Auseinandersetzung zwischen Schmitt und seinem Freund Erik Peterson wurde ebenfalls im Hochland geführt. Petersons Beitrag Kaiser Augustus im Urteil des antiken Christentums erschien 1933.
François Mauriac trat 1937 als Autor in Erscheinung.

### Im Nationalsozialismus verfolgte, verbotene oder emigrierte Autoren desHochland
Der Kunsthistoriker Otto von Simson, der 1939 wegen seiner jüdischen Abstammung in die USA emigrierte, war von 1937 bis 1938 Redakteur des Hochland, wo er bis 1938 publizierte. 1949 und 1956 erschienen weitere Beiträge von ihm im Hochland.
Der Nationalökonom Paul Mombert, der 1933 infolge des Gesetzes zur Wiederherstellung des Berufsbeamtentums seinen Lehrstuhl verlor und 1938 an den Folgen der Misshandlungen in der Reichspogromnacht verstarb, veröffentlichte bis 1937 in der Zeitschrift.
Die Friedensaktivistin, Pazifistin und Frauenrechtlerin Klara Marie Faßbinder veröffentlichte vor und nach dem Anschluss des Saarlandes in der Zeitschrift.
Im August 1939 schrieb Ludwig Bergsträsser eine Rezension unter dem Titel Frankreich wie es wirklich ist.
Noch im Februar 1938 veröffentlichte das Hochland eine Rezension des Buches Wesen und Wandlung des Humanismus von Horst Rüdiger durch Herbert Rüssel, der zu dieser Zeit bereits zum zweiten Mal in Haft saß und sowohl seiner politischen Überzeugung als auch des Vorwurfs der Homosexualität wegen verfolgt wurde. Die Rezension war seine letzte Veröffentlichung zu Lebzeiten. 1940 wurde er im KZ Sachsenhausen umgebracht.
Die jüdischen Publizisten und Mitarbeiter der Weltbühne Elias Hurwicz und Rudolf Friedmann veröffentlichten vor und nach der Machtergreifung im Hochland.
Friedmann ging wohl schon 1929 nach Frankreich, konnte aber nach dem deutschen Einmarsch das Land nicht verlassen. Noch 1935 erschien im Hochland sein Beitrag „Frankreich und die panarabische Bewegung“. Am 28. Februar 1945 starb Rudolf Friedmann im Konzentrationslager Buchenwald.
Der später in der DDR zu akademischen Ehren gelangte Autor, Kommunist und marxistische Literaturwissenschaftler Ewald Erb schrieb in der Vorkriegszeit im Hochland. Er war Vorsitzender der sozialistischen Studentenschaft an den Universitäten Bonn und Köln gewesen, was 1933 seine Relegation von der Hochschule zur Folge hatte. Im Februarheft 1937 schreibt Erb in einer Kritik zu der Publikation Masken der Erde von Ilse Schneider-Lengyel folgende Anspielung auf den rosenbergschen „Mythus“ der Zeit: „An der Wiege der Maske stehen furchtbare Erlebnisse und Vorstellungen der Menschheit […] Indem die Menschheit begann, dies zu formen und zu schnitzen, hat sie sich allmählich befreit. Als sie das Produkt anlegte und das Theater erfand, beherrschte sie ihren eigenen Mythus, statt sich von ihm beherrschen zu lassen“ – auch das ein Beispiel für Hochland-Mimikry.

### Autoren nach 1945
Bekannte Autoren der Nachkriegszeit waren Ernst-Wolfgang Böckenförde, Robert Spaemann, Hans Blumenberg, Walter Warnach und Wolfgang Grözinger sowie von 1972 bis 1974 (von neues hochland) Helmut Lindemann.
Hilde Domin veröffentlichte nach der Rückkehr aus dem Exil ihr erstes Gedicht in deutscher Sprache in Hochland und publizierte in den folgenden Jahren mehrfach in der Zeitschrift.

## Position
Das Hochland zeitigte, so schreibt Ulrich Bröckling, (im katholischen Milieu Deutschlands) seit seiner Gründung die nachhaltigste Wirkung unter allen Öffnungsversuchen (zu den intellektuellen, künstlerischen und ökonomischen Entwicklungen im außerkatholischen Raum). Die Zeitschrift gilt als ein bedeutendes Publikationsorgan des deutschen Renouveau catholique.
Sie wollte einerseits ein Spiegelbild der intellektuellen Strömungen im römischen Katholizismus im deutschsprachigen Raum sein und nicht zuletzt diesen Meinungen Gehör verschaffen, andererseits sah sie sich auch als innerkatholisches Organ an, das sich kritisch mit den Positionen der katholischen Lehre auseinandersetzte, ohne dabei den Boden der Katholizität verlassen zu wollen. Im Spektrum dieses Umfeldes, nämlich des katholischen Milieus, vertrat sie bis zu ihrem Verbot 1941 den reformerischen Flügel, auch wenn sie sich konservativen Stimmen nicht verschloss. Rolf Schneider bezeichnete sie in seiner Rezension des Buches Ludwig von Ficker: Briefwechsel 1909–1914 sogar als eine linkskatholische Zeitschrift.
In der Weimarer Republik stützte die große Mehrheit ihrer später als Soziologen oder Publizisten bekannt gewordenen Autoren die Republik. Es findet sich kaum einer, der ein Befürworter des Nationalsozialismus war. Carl Schmitt, der von dem langjährigen Hochland-Autor Waldemar Gurian als „Kronjurist des NS“ bezeichnet wurde, wurde seit 1930, etwa von dem Zeitpunkt an, an dem sich seine Hinwendung zum autoritären Staat zeigte, im Hochland nicht mehr veröffentlicht. Gurian veröffentlichte vor und nach 1945 im Hochland. In der theologischen Diskussion stand die Zeitschrift für konfessionelle Verständigung und Brückenbau zum Protestantismus.
Thomas Pittrof schrieb 2015: „es ist manchem in der Amtskirche ein Dorn im Auge, dass Karl Muth in dieser Revue nicht nur katholische, sondern eben auch protestantische Stimmen zu Wort kommen lässt.“
Hochland war ein wichtiges Publikationsorgan Theodor Haeckers. 1927 begann Haecker eine Besprechung des von ihm selbst übersetzten Buches Die Juden von Hilaire Belloc mit der Feststellung: „Der unmittelbare Anlass zu Hilaire Belloc’s ‚Die Juden‘ ist die Befürchtung neuer Judenverfolgungen oder doch neuer Haßgefühle und Feindseligkeiten“, und schloss mit dem Satz: „er (der Übersetzer) hat das Werk für das deutsche Vok und die Juden in Deutschland übersetzt mit keiner anderen Absicht und Gesinnung als eben dieser: Friede sei Israel!“ Auch durch die Mitwirkung jüdischer Autoren bzw. von Autoren mit teilweise jüdischer Abkunft vor und nach dem Krieg ist die ablehnende Haltung der Zeitschrift zum Antisemitismus belegbar. Selbst nach 1933 konnten jüdische Autoren im Hochland unter Pseudonym bis kurz vor Ausbruch des Krieges veröffentlichen.
Die Zeitschrift Hochland verband nach 1933 Zeitdiagnose und Zeitkritik und beleuchtete kritisch die Folgen nationalsozialistischer Herrschaft. Im März 1933, als Hitler bereits Reichskanzler war, erschien im Hochland ein Artikel von Elias Hurwicz unter dem Pseudonym Ferdinand Muralt. Der jüdische Autor setzt sich mit verschiedenen Aspekten des Nationalsozialismus kritisch auseinander und kommt am Ende auf die Bildung der sog. Harzburger Front und deren Folgen zu sprechen:

„[…] so erwartet die Linke, aber auch die christlichen Gewerkschaften, von ihr doch dieselben Ergebnisse in bezug auf das Schicksal der arbeitenden Massen wie im Faschismus. Ihre [gemeint ist die Harzburger Front] Kundgebungen lassen keinen Zweifel über die in ihrem Lager bereits beginnende Radikalisierung und Revolutionierung. Das ist allerdings die einzige schon heute sichtbare Folge der gegenwärtigen Konstellation. Aber diese einzige Folge wiegt schwer genug und ist unabsehbar in ihren eigenen Folgen …“

Im Juni 1933 erschien im Hochland der Artikel „Politischer Katholizismus und politische Kultur in Deutschland“. Er kann neben der Anspielung auf Carl Schmitt durchaus als Kritik an der Zustimmung des Zentrums zum Ende März verabschiedeten Ermächtigungsgesetz verstanden werden. Auch dieser Artikel stammt von Elias Hurwicz, dessen Bücher im März 1933 verbrannt worden waren.
Angesichts der Zustimmung zum Ermächtigungsgesetz und der Erklärung der Fuldaer Bischofskonferenz befasste Hurwicz sich mit den Leistungen des Zentrums für die Demokratie in der Weimarer Republik und zitierte im Zusammenhang mit den innenpolitischen Auseinandersetzungen in der Zeit direkt nach dem Ersten Weltkrieg, insbesondere der Ermordung Matthias Erzbergers, aus den Spectator-Briefen von Ernst Troeltsch, wie er sagt, „um diesen außerhalb des Katholizismus sprechenden Gewährsmann sprechen zu lassen: ‚Ohne das Zusammenwirken dieser beiden, der Sozialdemokratie und des Zentrums […] gibt es heute keine Ordnung und keine Regierung‘. ‚Dieser demokratisch-republikanischen Haltung ist das Zentrum in seiner weitaus überwiegenden Richtung auch in der Folgezeit treu geblieben‘.“ Das folgert Hurwicz aus dem oben Gesagten, um im letzten Kapitel des Artikels die Frage zu stellen, „ob der politische Katholizismus nicht seinen bisherigen Grundsätzen untreu geworden sei.“ Er fährt fort: „Die noch so geringe Zeitdistanz, in der wir uns heute zu diesen Vorgängen befinden, ermöglicht indessen, scheint es, ein etwas ruhigeres Urteil, eine Einsicht in ihren komplexeren Charakter.“ (F. Muralt / Elias Hurwicz)
Nicht einmal einen Monat nach dem Erscheinen des Artikels zeigten sich schon die Folgen des Versagens des Politischen Katholizismus. Nach dem SPD-Verbot Ende Juni 1933 löste sich das Zentrum am 5. Juli selbst auf, um einem solchen Verbot zu entgehen.
1939 schritt die Zensurbehörde erstmals ein. Der Aufsatz „Hodie“ (lateinisch: heute), ein geschichtstheologischer Aufsatz von Joseph Bernhart, der ursprünglich Weihnachten 1939 erscheinen sollte, war der Anlass, dass ein Hochland-Heft verboten wurde und eingestampft werden musste. Vermutlich wurde nicht die ganze Zeitschrift verboten, weil der Zensurbeamte die Tragweite und den eigentlichen Sinn der Gedanken Bernharts nicht begriffen hatte. Die endgültige Einstellung der Zeitschrift erfolgte im April 1941, wohl weil in einem kurzen Aufsatz der von den Nationalsozialisten verherrlichte Philosoph Friedrich Nietzsche „Mörder Gottes“ genannt wurde. Mit Wirkung vom 1. Juni 1941 wurde dem Hochland „aus kriegswirtschaftlichen Gründen“ die Papierzuteilung entzogen, was einem Verbot gleichkam.

## Wertung des intellektuellen Widerstandes gegen den NS in der aktuellen wissenschaftlichen Diskussion
Für Konrad Ackermann war Hochland „die bedeutendste Zeitschrift des geistigen Widerstandes“. Ihre „antinationalsozialistische Haltung“ habe sich von 1933 bis zum Verbot 1941 als „einheitlich und lückenlos“ erwiesen. In dieser Einschätzung folgt ihm Ralf Retter, der dem Hochland darüber hinaus „eine grundsätzliche auch politisch motivierte und langfristig auf den Sturz des Regimes abzielende Anti-Haltung“ attestiert. Hans Dieter Schäfer zählt das Hochland zu den wichtigen Publikationen für die im Lande verbliebenen Autoren nichtfaschistischer Literatur. Der Publizist Christian Hufen nennt als Beispiel dafür den russisch-deutschen Philosophen Fedor Stepun: „Die katholische Monatszeitschrift war von 1933 an und noch bis 1940 das einzige Organ, mit dem er als deutschsprachiger Publizist im In- und Ausland wiederholt in Erscheinung trat.“
Daneben gibt es Autoren wie Norbert Frei, der zwar bestätigt, dass die Zeitschrift „eine für Eingeweihte erkennbar ablehnende Position“ eingenommen habe, die vom Regime nicht unbemerkt geblieben sei, der den „geistigen Widerstand“ in der späteren Historiographie aber für oft überbewertet hält. Die Zeitschrift habe für die Machthaber „Ventilfunktion“ gehabt und sei zur „Kanalisierung eines als nicht allzu gefährlich erachteten oppositionellen Potentials in polizeilich leicht kontrollierbare und sorgsam überwachte ‚Stauräume‘“ beibehalten worden.
Felix Dirsch hält die „geistige Opposition“ des Hochlands für ein subtiles Unternehmen und warnt davor, hier ohne weiteres den inzwischen sehr differenzierten Widerstandsbegriff anzulegen.
Mit diesen Beurteilungen setzte sich Ende 2014 in Mooshausen die wissenschaftliche Tagung „Carl Muth und die Zeitschrift Hochland“ neben anderen Aspekten auseinander. In seinem Beitrag zu dieser Tagung beschrieb Hans Günter Hockerts die Zeitschrift als dem Nationalsozialismus gegenüber abständig und setzte sich dabei auch mit den Standpunkten von Konrad Ackermann, Norbert Frei und Felix Dirsch auseinander.

## Nachkriegszeit 1946–1974
Als Hochland nach dem Krieg seine Arbeit wieder aufnahm, versuchte die Zeitschrift die kulturelle Szene in Deutschland im Sinne eines weltoffenen Katholizismus mitzugestalten. Das machen z. B. die von Erwin Rotermund und Heidrun Ehrke-Rotermund gesammelt wieder herausgegebenen Rezensionen Wolfgang Grözingers deutlich.
Die Diskussion um die Antwort auf Hurwiczs 1933 gestellte Fragen aus genügender zeitlicher Distanz wird ebenfalls im Hochland eröffnet. 1957 veröffentlichte Ernst-Wolfgang Böckenförde den Beitrag Das Ethos der modernen Demokratie und die Kirche. 1961 folgte sein berühmter Hochland-Aufsatz Der deutsche Katholizismus im Jahr 1933. Eine kritische Betrachtung.
In der Frage der atomaren Bewaffnung der Bundeswehr nahm die Zeitschrift eine vehement ablehnende Haltung ein. Im Dezember 1958 erschien ein Artikel von Clemens Münster, dem Mitbegründer der Frankfurter Hefte, mit dem Titel „Ist die Atombombe kontrollierbar?“ Der Artikel kommt zu dem Schluss:
„daß der Christ die Ausrüstung mit taktischen Atomwaffen ebenso wie die H-Bombe ablehnen muß. […] Das Abendland kann nicht durch Waffen gerettet werden, deren Anwendung unsere Tradition desavouiert. Das Christentum darf nicht durch Mittel verteidigt werden, die es in seinem Kern, dem Liebesgebot, aufheben. Das kann schwere Opfer, es kann für die geistig führende Schicht den Untergang bedeuten. Christen müssen für das Leiden, sogar für den Tod bereit sein, wenn es keinen anderen Weg gibt, die anvertrauten Güter zu retten. Vielleicht können wir das uns Anvertraute nur retten, indem wir darauf verzichten, es mit allen Mitteln zu verteidigen.“
Ebenfalls vehement ablehnende Stellungnahmen veröffentlichten der Rechtswissenschaftler Karl Peters und der Philosoph Robert Spaemann.
Vom August 1952 bis September 1965 veröffentlichte Wolfgang Grözinger dreimal jährlich im Hochland seine Sammelrezensionen zum „Roman der Gegenwart“. Sie bereicherten „die Kenntnis der literaturkritischen Diskurse in der Bundesrepublik der 1950er und beginnenden 1960er Jahre um einen weitsichtigen und urteilssicheren Autor, der – wie vor allem die starke Berücksichtigung der Holocaust- und Exilliteratur zeigt – wesentlich mehr als die meisten Starkritiker seiner Zeit auch an den außerliterarischen Komponenten der Romandichtung interessiert war.“